# Weismes
Weismes (amtlich französisch Waimes) ist eine Gemeinde in Ostbelgien, Provinz Lüttich. Weismes liegt im französischen Sprachgebiet, gehört aber zu den Gemeinden mit Spracherleichterungen für die ansässige deutschsprachige Minderheit (Fazilitäten-Gemeinde). Sie ist die höchstgelegene Gemeinde Belgiens auf einer Gesamtfläche von 97,10 km² und zählt 7563 Einwohner (Stand 1. Januar 2024). Zusammen mit der Gemeinde Malmedy bildet Weismes den Kanton Malmedy.

## Geographie

### Lage

Ostbelgien

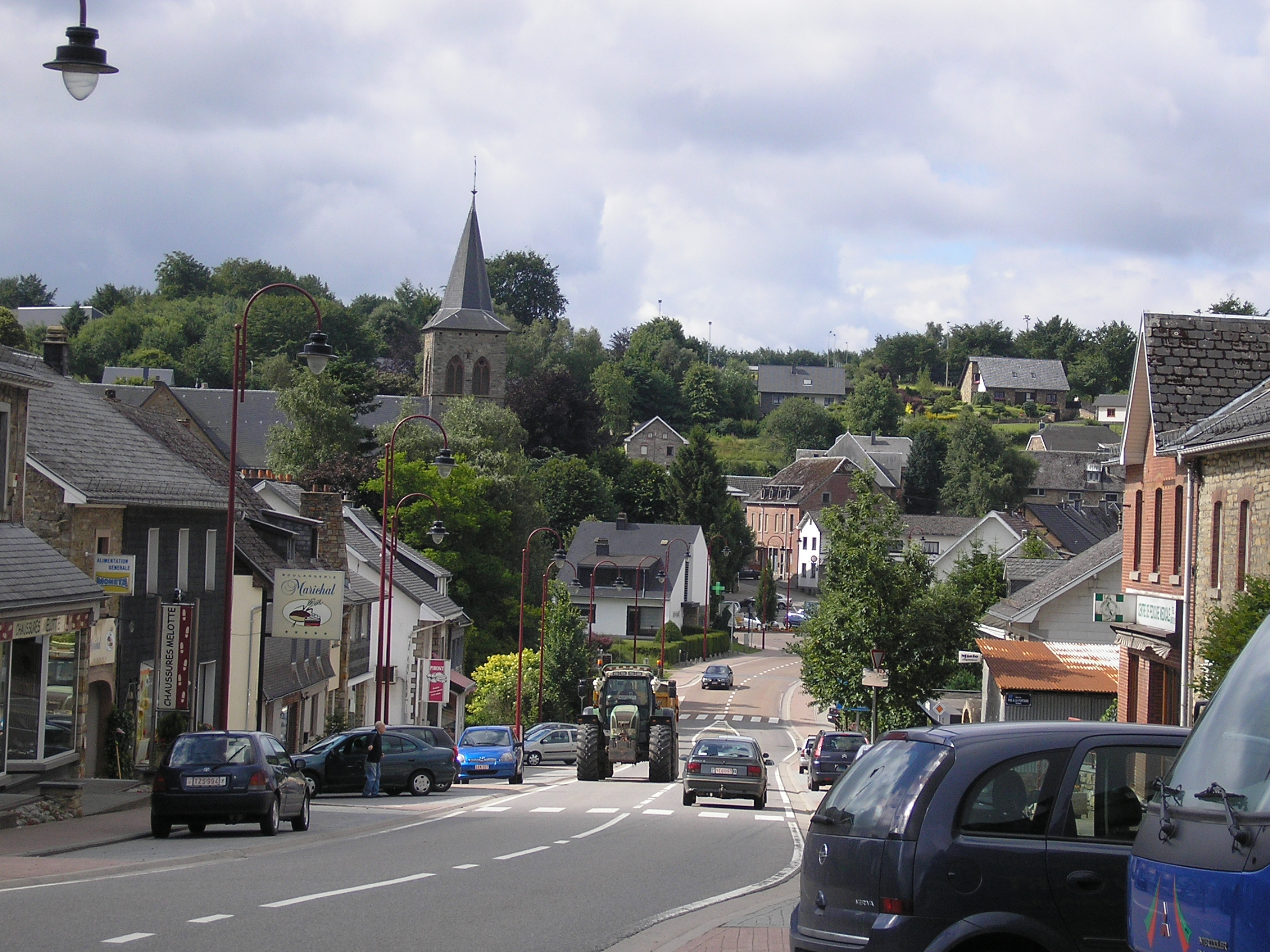
Hauptstraße in Weismes

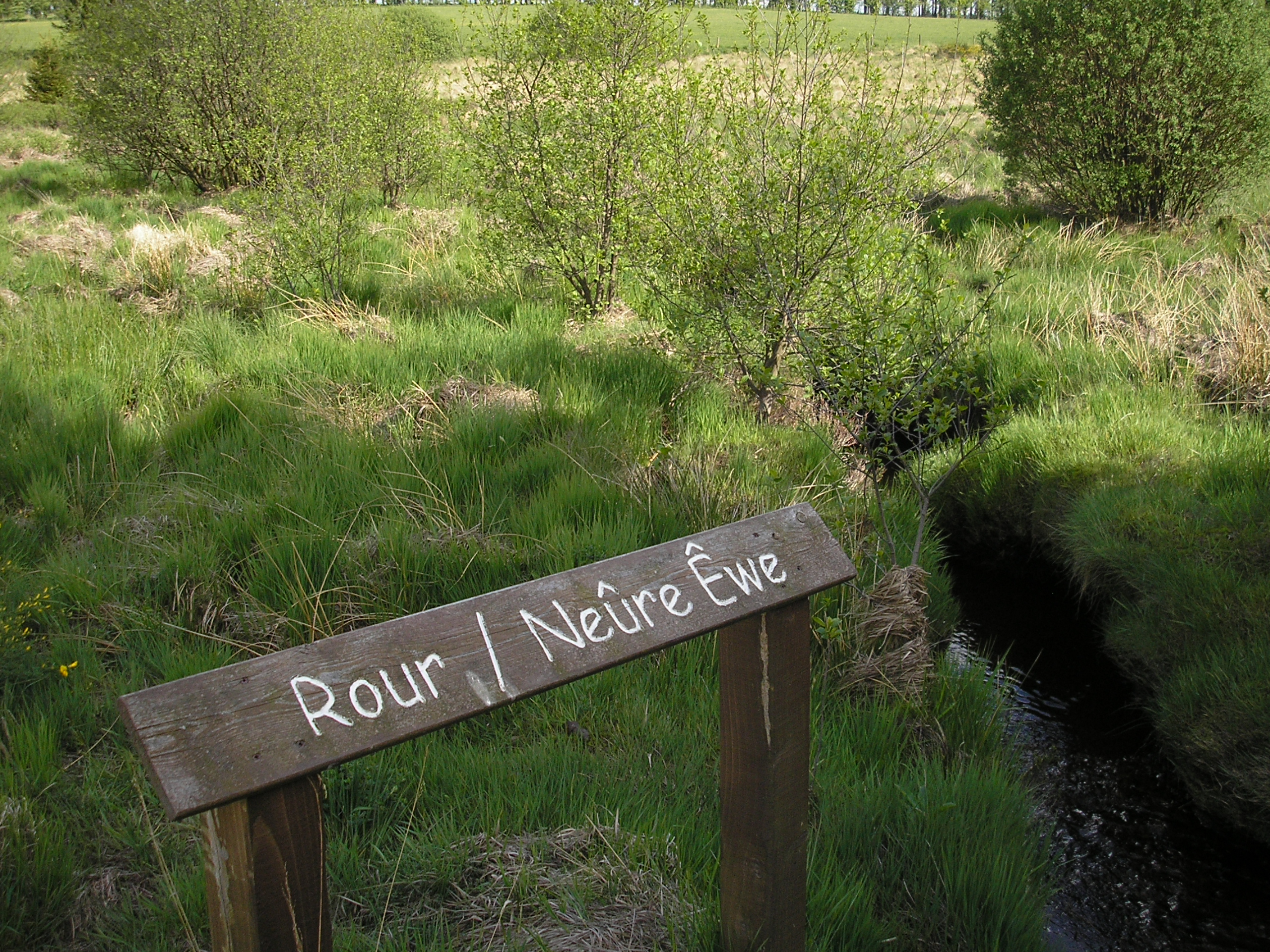
Die Rur bei Sourbrodt

Das Gemeindegebiet erstreckt sich zwischen den Gemeinden Eupen und Bütgenbach nach Norden und teilt mit seiner unbewohnten Gemeindefläche im Hohen Venn den Raum der Deutschsprachigen Gemeinschaft. Auf dem Gemeindegebiet befindet sich der im Hohen Venn gelegene höchste Punkt Belgiens, die Botrange (694 m). Das Gebiet nördlich der Warche gehört zum deutsch-belgischen Naturpark Hohes Venn-Eifel.
Das rund 20 Kilometer nordöstlich von Weismes gelegene Gebiet des früheren Bahnhofs Monschau gehört auch zur Gemeinde Weismes, es ist nur durch die Trasse der Vennbahn mit dem Gemeindegebiet verbunden.

### Gemeindegliederung
Die Großgemeinde Weismes umfasst seit 1977 insgesamt 15 Ortsteile:
- Bruyères (Ausderheiden)
- Champagne (Gringertz)
- Faymonville (Außenborn)
- Gueuzaine (Zur Heiden)
- Libomont
- Ondenval (Niedersteinbach)
- Outrewarche (In der Spinnerei)
- Ovifat (Fischvenn)
- Remonval
- Robertville (In der Bivelt)
- Sourbrodt (Surbrot)
- Steinbach
- Thirimont (Deidesberg)
- Walk
- Waimes (Weismes)

### Nachbargemeinden
Weismes grenzt an die wallonischen Gemeinden Eupen (nördliche DG), Jalhay und Baelen im Norden, Bütgenbach und Amel (beide südliche DG) im Osten und Süden, sowie den Kantonspartner Malmedy im Westen.
Das Gemeindegebiet grenzt im Nordosten an Monschau. Weismes ist die einzige an Deutschland grenzende Gemeinde Belgiens, die nicht zur Deutschsprachigen Gemeinschaft Belgiens gehört.

### Gewässer
Grenzbach im Norden ist die Hill. Im Wallonischen Venn entspringt die Rur, die über Düren und Jülich zur Einmündung in die Maas bis Roermond fließt. Die Warche durchfließt das Gemeindegebiet von Ost nach West und speist den Stausee von Robertville, welcher der Trinkwasser- und Stromerzeugung dient. Im nächsten Tal in südlicher Richtung fließt die Warchenne von Faymonville über Weismes bis Malmedy. Südlicher Grenzfluss ist die Amel; zwischen Ovifat und Longfaye bildet der Bayehon die westliche Gemeindegrenze.

## Geschichte

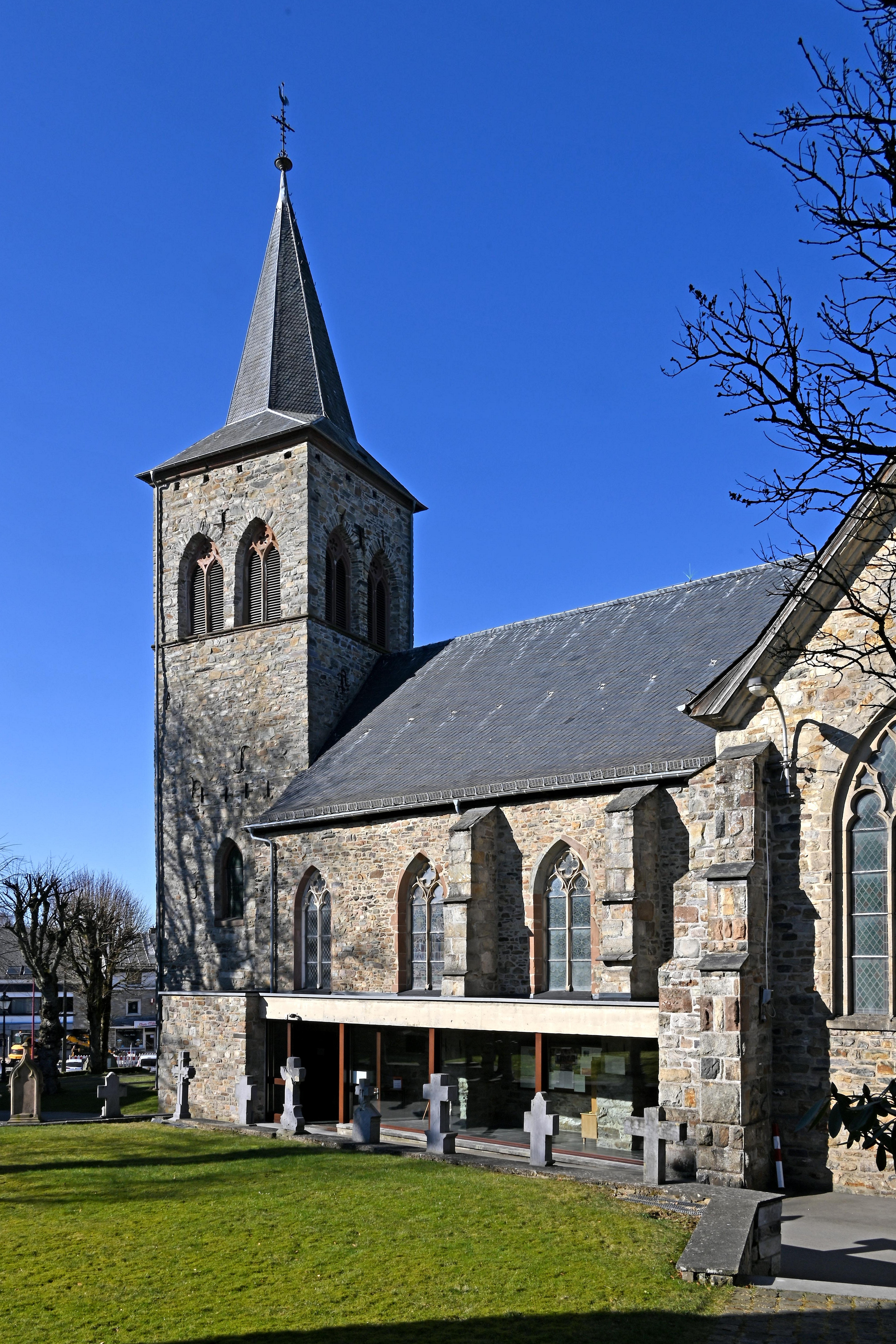
St. Saturnin in Weismes
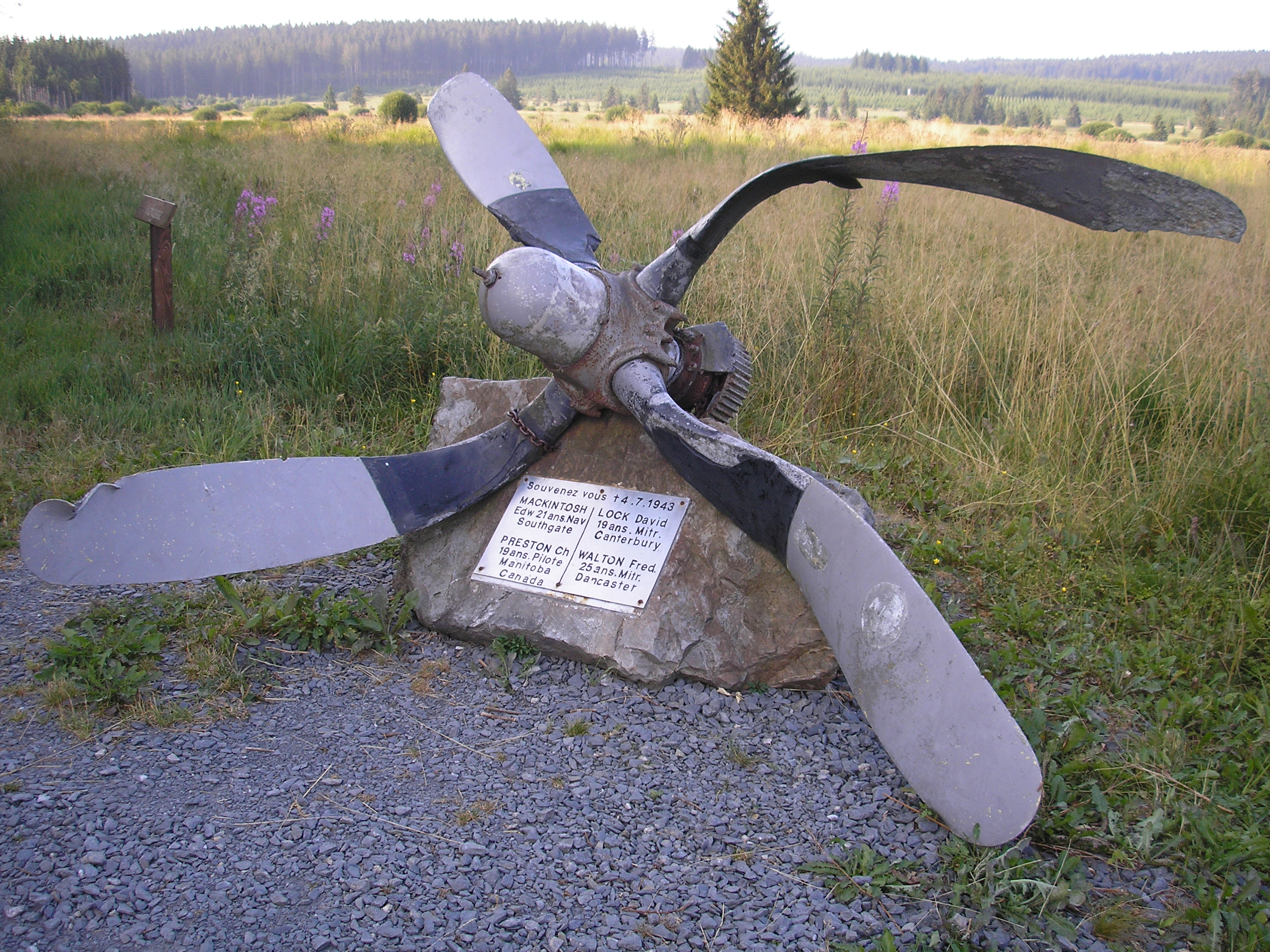
Weltkrieg II Erinnerung in Sourbrodt
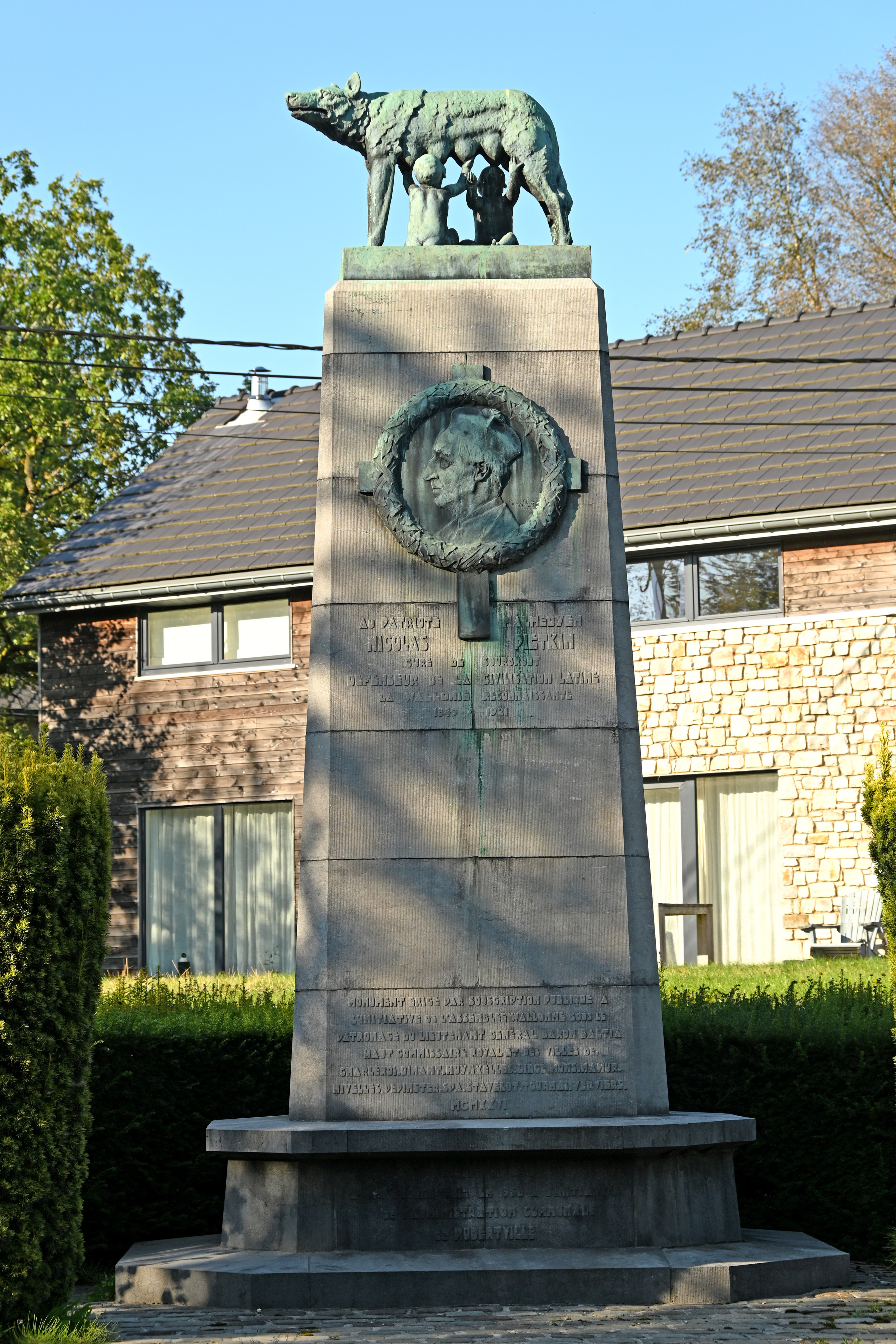
Denkmal für Pfarrer Nicolas Pietkin
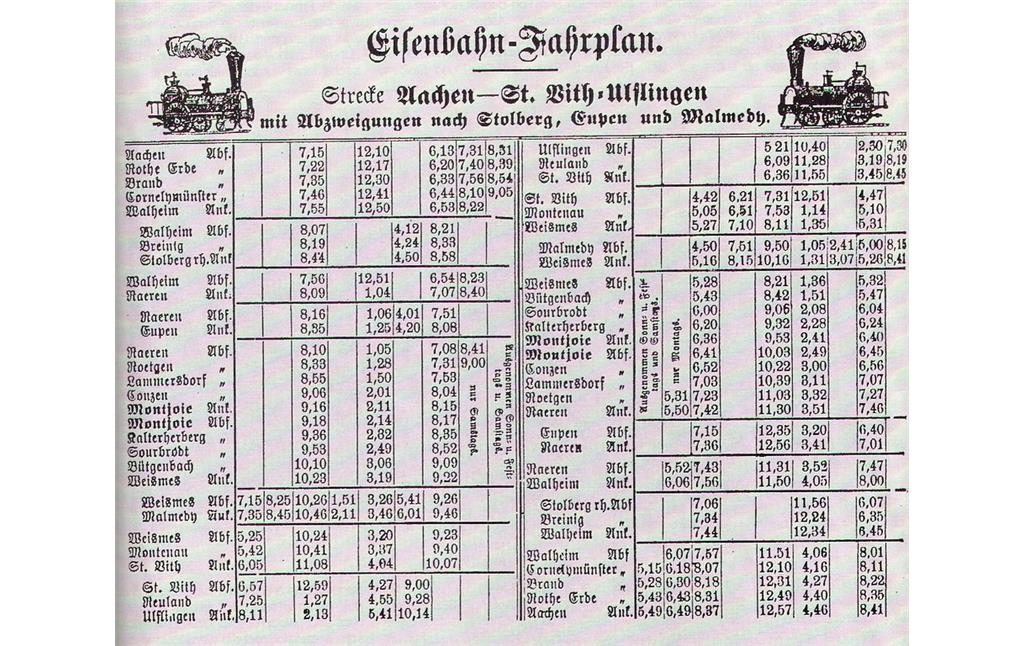
Historischer Fahrplan der Vennbahnstrecke

Weismes ging zwischen 481 und 751 aus einem Königshof aus der Merowinger-Zeit hervor. Die erste urkundliche Erwähnung der Via Mansuerisca datiert auf das Jahr 670. 846 urkundete Kaiser Lothar I. in Wadimias (RI I, Nr. 1127) und 888 bestätigte König Arnulf dem Marienstift zu Aachen dessen Besitzungen in Vuadeninnas (MGH DArn, Nr. 031). Das sind die ersten schriftlichen Erwähnungen des Ortes, in den deutschen Übersetzungen Waimes genannt.
Im Jahr 1354 war der Baubeginn der Burg Reinhardstein, die ab 1969 wiederaufgebaut wurde. 1554 entstand St. Saturnin, eine zweischiffige Hallenkirche, auf Fundamenten des 11. Jahrhunderts; ein Umbau erfolgte im 20. Jahrhundert. Im Jahr 1534 baute Johan Sourbroits seine Herberge, die den Kern des heutigen Ortsteils Sourbrodt bildet. 1566 wurden die Hauptmann-Säule und die Panhaus-Säule im Hohen Venn errichtet.
Im Jahr 1602 findet sich die erste Erwähnung der Chapelle de Cheneux in Ovifat. 1708 und 1709 wurde die St. Wendelinuskapelle in Sourbrodt erbaut.
1815 wurde auch Weismes im Wiener Kongress zu Preußen gegeben. Anlass war die Niederlage von Napoleon Bonaparte, der zuvor die politische Landkarte des Kontinentes erheblich verändert hatte. Weismes kam mit Preußen 1871 zum deutschen Kaiserreich und gehörte bis 1920 zum Regierungsbezirk Aachen, Kreis Malmedy in der Rheinprovinz.
1839 erfolgte die Weihe von St. Joseph in Robertville. In den Jahren 1861 und 1862 wurde das Gasthaus Mont Rigi erbaut.
Mit der Eröffnung der Vennbahn der Preußische Staatsbahn erhielt Weismes am 4. November 1889 Bahnanschluss. In Weismes ging nun auch die Stichstrecke nach Malmedy ab (später weiter nach Stavelot).
Nach dem Ersten Weltkrieg wurde 1920 das Gebiet Eupen-Malmedy mit der Gemeinde Weismes kraft des Versailler Vertrages belgisch. 1923 wurde der Baltia-Hügel auf Botrange errichtet. Im darauf folgenden Jahr, 1924, erhielt die Universität Lüttich neben Mont Rigi eine wissenschaftliche Station. Zwischen 1925 und 1929 wurde die Talsperre Robertville erbaut. 1926 errichtete man ein Denkmal für Pfarrer Nicolas Pietkin (1849–1921). In den Jahren 1933 und 1934 wurde der Turm von Botrange erbaut. 1935 erfolgte die Weihe der Kirchen St. Remaklus in Ovifat und St. Wendelinus in Sourbrodt. Im Jahr 1957 verwirklichte man den Naturschutzpark Hohes Venn.
Der Personenverkehr auf der Bahnstrecke von Weismes nach Malmedy wie auch auf der Vennbahn wurde 1959 eingestellt, doch gab es bis 2002 noch Güterverkehr, und die letzten touristischen Züge fuhren 2006. Ab November 2007 wurden die Gleise herausgerissen.

## Sehenswürdigkeiten und Besonderheiten
Warcheabwärts zwischen Staudamm und der Einmündung des Bayehonbaches liegt 60 m höher auf einem Felsen die Burg Reinhardstein, ein ehemaliger wiedererstellter Besitz der Grafen von Metternich.
Eine Besonderheit der Region stellen die sogenannten Vennheckengehöfte dar. Es handelt sich um Häuser, an deren Wetterseite (Westen/Südwesten) hohe Buchenhecken gepflanzt wurden und werden, die entsprechend der Hausform zugeschnitten sind. In Ovifat ist die längste Straße Heckenstraße benannt.
Seit Anfang 1900 hat sich auch im Raum Weismes in der Mainacht (30. April / 1. Mai) der Brauch des Mailiedes verbreitet.

## Wirtschaft

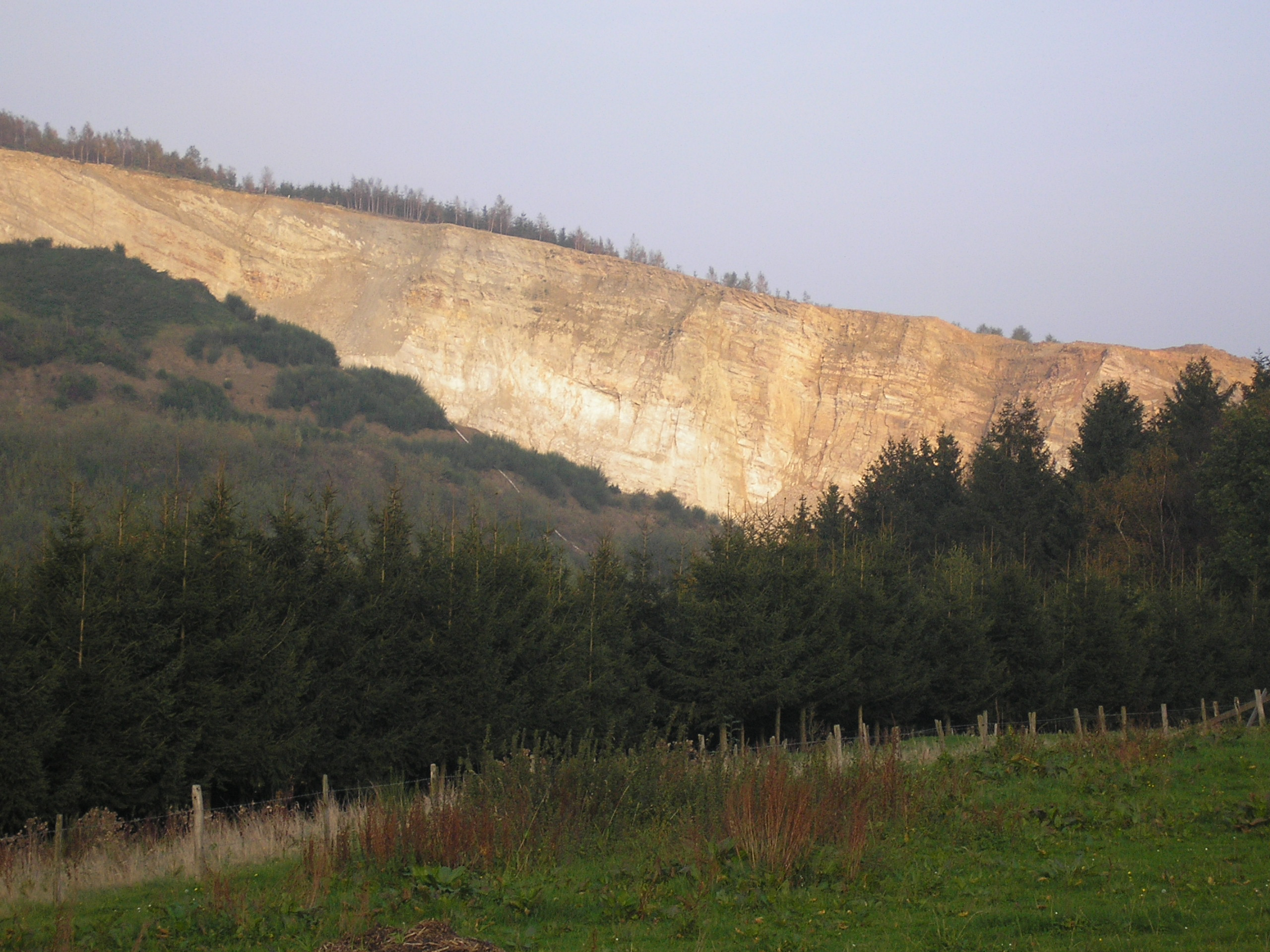
Steinbruch im Tal der Warchenne

### Tourismus
Der Ort gehört zu den Wintersportzentren (Alpin und Langlauf) in Ostbelgien. Die Pisten und Liftanlagen von Ovifat-Alpin verfügen seit Winter 2018/2019 über Schneekanonen, im Sommer wird das Gelände als Outdoor-Sportzentrum genutzt. Mit Dévalkarts und Rollerbes geht es die Sommerskipiste hinab. MTB-Verleih und Eselreiten runden das Programm ab. Im Gemeindegebiet liegen diverse Langlaufloipen wie beispielsweise Ski Botrange.
Touristische Anziehungspunkte sind die Botrange, Mont Rigi, der Polleur-Venn-Rundweg, das Naturparkzentrum und der See von Robertville, sowie die Burg Reinhardstein und der Draisinenbetrieb Rail Bike auf der alten Vennbahnstrecke zwischen Sourbrodt und Kalterherberg.
Mit Einbindung der ehemaligen Eisenbahnlinien L.48, L.45 (Trois-Ponts–Weismes) bzw. L.45a (Vennquerbahn) in das RAVeL-Netz ist Weismes zu einem Ausgangsort diverser Radtouren geworden, die von dort aus in das Umland z. B. nach Stavelot, Sankt Vith, Sourbrodt und Bütgenbach bzw. auf dem Vennbahnradweg weiter bis nach Aachen und Troisvierges führen.

### Gewerbe
Im Warchenne-Steinbruch werden seit dem Ende des 19. Jahrhunderts Sandstein- und Quarzitfelsen aus dem Paläozoikum (±420 Millionen Jahre) abgebaut. Zu Beginn wurden die Steine für den Bau der Eisenbahnstrecke zwischen Malmedy und Monschau verwendet. Der zunächst handwerklich arbeitende Betrieb wurde im Laufe der Zeit modernisiert. 1990 wurde die Ausrüstung des Steinbruchs vollständig erneuert und eine Waschanlage installiert. Die Jahresproduktion liegt heute bei ±250.000 Tonnen. Sie dient hauptsächlich für Straßenarbeiten und die Herstellung von Asphalt, gebrauchsfertigem Beton, Bruchsteinen für Gebäude und Fertigteilen aus Beton.
1990 wurde die Bearbeitung und Vermarktung von Bruchsteinen für Gebäude aufgenommen. Durch den Einsatz moderner Geräte entfällt die schwere Arbeit, die Steine von Hand zu brechen. Der größte Teil der Produktion ist für den Bau von Privathäusern bestimmt.
Der zweite größere Steinbruch ist La Bouhaye im Ortsteil Steinbach. Der Naturstein ist ein quarzhaltiger Sandstein. Durch seine reiche Farbpalette ist das Bruchsteinmaterial für den Hausbau sehr beliebt. Außerdem wird ein breites Schottersortiment für den Straßenbau hergestellt.
Die Forstwirtschaft ist ein weiterer Hauptwirtschaftszweig der Gemeinde. Rund ein Drittel des Gemeindegebietes ist bewaldet. Zur direkten Weiterverarbeitung sind einige Sägewerke und andere Betriebe der Holzverarbeitung (Kabeltrommeln, Fertighausbau, Türen- und Fensterbau) angesiedelt.
Die Milchwirtschaft mit vielen kleineren Höfen ist inzwischen auf vorwiegend größere Betriebe zurückgegangen. In Outrewarche z. B. besteht nur noch ein Hof mit 120 Milchkühen. Entsprechend groß ist der Weidebedarf. Die Herden werden im Sommer bis in das benachbarte Weywertz zum Grasen getrieben. Diese Betriebe sind inzwischen mit Melkgruben und rechnergesteuerten Melkanlagen ausgestattet.